# Vép
Vép (németül: Wettendorf) város Vas vármegyében, a Szombathelyi járásban.

## Fekvése
A Gyöngyös-sík középső részén fekszik, a Kozár- és Borzó-patakok összefolyásánál, a megyeszékhely Szombathely keleti szomszédságában, a város központjától 8 kilométerre.
A közvetlenül határos települések: észak felől Vassurány és Nemesbőd, északkelet felől Vát, kelet felől Porpác, délkelet felől Pecöl, Kenéz és Bozzai, dél felől Tanakajd és Táplánszentkereszt, délnyugat felől Zarkaháza, északnyugat felől pedig Zanat (mindkét utóbbi Szombathely része).

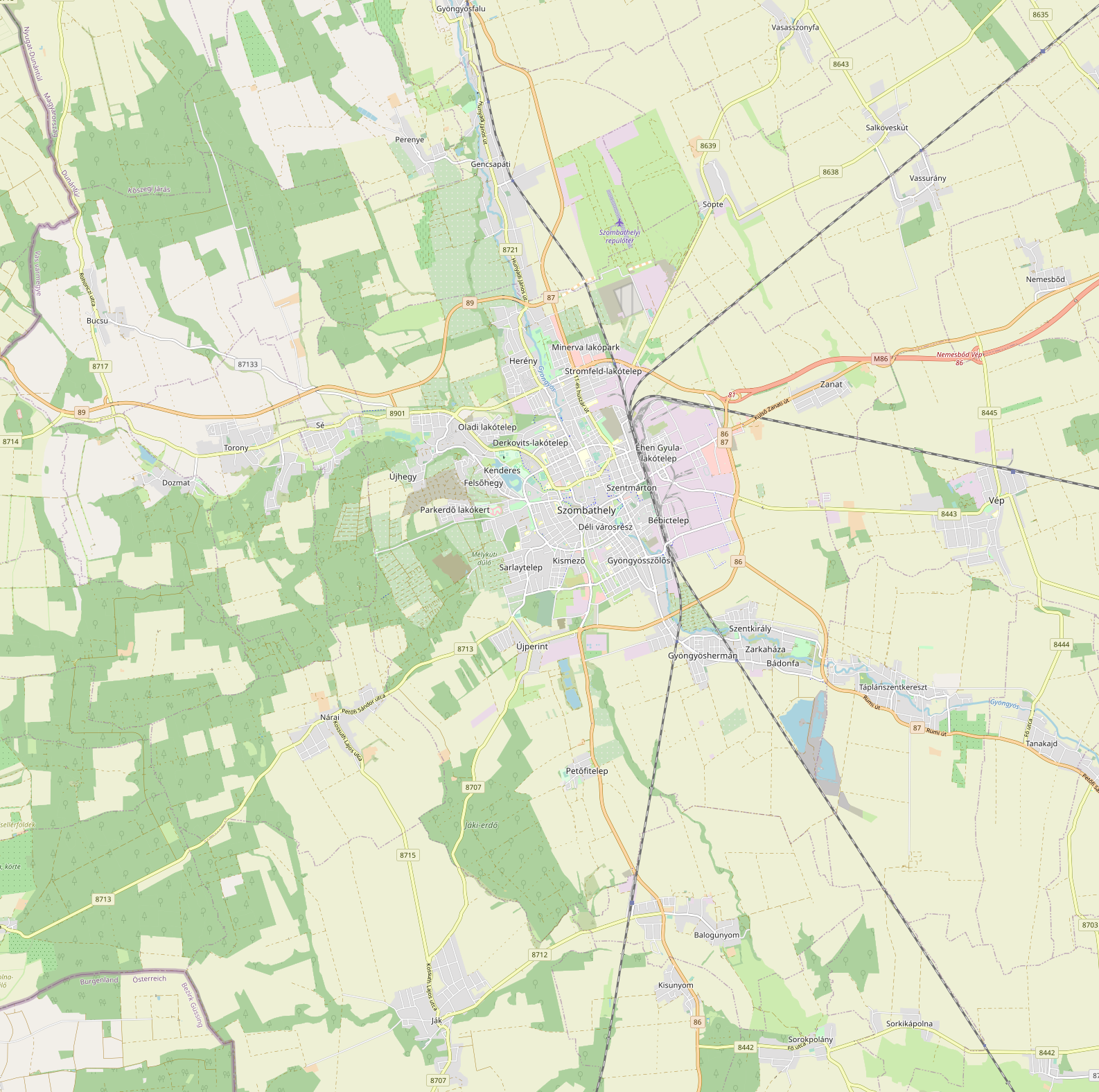
Vép elhelyezkedése Szombathelytől keletre

### Megközelítése
A településen végighúzódik, annak főutcájaként a 8443-as út, azon érhető el a megyeszékhely Szombathely, illetve keleti irányból Ikervár felől is. A déli szomszédságában fekvő Tanakajddal a 8444-es, északi szomszédjával, Nemesbőddel és a 86-os főúttal a 8445-ös út köti össze.
Vonattal elérhető a Székesfehérvár–Szombathely- és a Hegyeshalom–Csorna–Szombathely-vasútvonalon. Vép vasútállomás a település északi szélén helyezkedik el, közúti elérését a 8445-ös útból kiágazó 84 328-as számú mellékút biztosítja.

## Nevének eredete
Neve a régi magyar Veper személynévből, az pedig a szláv vepr (= vaddisznó) főnévből ered.

## Története
A település már a kora vaskorban lakott volt, ezt bizonyítják a határában előkerült kerámia leletek és halomsírok. A római korban Vép az ősi Savaria elővárosa volt, mely a mai Ferenc-majortól nyugatra feküdt. Itt vezetett át a Savariából a mai Sárvár felé menő római út. Később a római település helyén a 7-8. századtól szláv falu lehetett, melyre a település neve is utal.
A mai települést 1186-ban Wepy néven említik először, amikor III. Béla király összeíratta udvarnokait. 1217-ben királyi birtok, amit udvarnokok és a vasvári káptalan népei laktak. A hagyomány szerint Vép már ekkor mezőváros volt. 1240-ben IV. Béla király oklevélben biztosította az itt élő udvarnokok kiváltságait. 1280-ban IV. László király a települést a szomszédos Szőlős faluval együtt Rubinus vasi ispánnak adta. 1386-ban Zsigmond Vépet a monyorókeréki Elderbach családnak adományozta.
1496-ban Elderbach János vagyonát Erdődy Bakócz Tamás esztergomi érsekre hagyta. Ettől kezdve Vép az Erdődyek birtoka. 1547-ben a birtokot Erdődy II. Péter örökölte, aki arra kényszerült, hogy birtokainak egy részét elzálogosítsa. Így lett birtokos Vépen a Zrínyi család, előbb Zrínyi Miklós, a szigetvári hős, majd fia Zrínyi György, aki itt halt meg 1603-ban. Vép tulajdonjogát az Erdődyek és a Zrínyiek között 1591 és 1612 között lefolyt birtokper tisztázta, mely után kizárólagos birtokosa Erdődy Tamás horvát bán lett. 1553-ban a várost pestis sújtotta, majd 1567-ben katonák dúlták fel. 1605-ben egy korabeli levél tanúsága szerint Vépen alig 20 ember élt.
1615-ben Erdődy Tamás átépíttette a várat, mely ekkor nyerte mai négyszögletes formáját. 1675-ben a Erdődy I. Sándor a várkastélyt újjáépíti, kényelmesebbé teszi, ekkor épül a nyugati bástya. 1692-ben özvegye Csáky Krisztina kápolnát építtet a délkeleti oldalra, 1695. június 9-én itt tartja menyegzőjét második férjével Bercsényi Miklóssal. 1726-ban Erdődy II. Sándor renováltatja a várat, ekkor épül fel a város régi fazsindelyes temploma helyére a mai Urunk Színeváltozása tiszteletére szentelt templom. 1809-ben a vépi várból indul el a Vas vármegyei nemesi sereg a Napóleon elleni győri csatába.
1845 és 1847 között a kastély újabb, reneszánsz stílusú  átalakításon megy át, mely után egy pompázatos főúri lak alakul ki hatalmas parkkal pálmaházzal, halastavakkal. 1865-ben Erdődy III. Sándor ingyenes cselédiskolát alapított. A két világháborúban a várkastélyban hadikórházat rendeztek be. 1924-ben a település elveszítette mezővárosi ragját. 1945-ben az Erdődy birtokot felosztották a falu lakosai között, akik a pompázatos épületet teljesen kifosztották, az értékeket széthordták, a park értékes fái közül sokat kivágtak. A faállomány megmaradt részét csak 1960-ban sikerült védetté nyilváníttatni.
1962–ben Pápáról Vépre helyezték a Mezőgazdasági Gépészképző Szakiskolát, mely a kastélyban kapott elhelyezést. Ezután az épületet az új célnak megfelelően alakították át, ekkor bontották le a négyszögletes tornyokat, a lőréses bástyákat, új ablakokat és új toronysisakokat kapott az épület.
2009. július 1. óta város.

## Közélete

### Polgármesterei
- 1990–1994: Takács Ernő (független)[3]
- 1994–1998: Takács Ernő (független)[4]
- 1998–2002: Varga Gyula (független)[5]
- 2002–2006: Varga Gyula (független)[6]
- 2006–2010: Varga Gyula (független)[7]
- 2010–2014: Kovács Péter (független)[8]
- 2014–2019: Kovács Péter (független)[9]
- 2019–2024: Kovács Péter Sándor (független)[10]
- 2024– : Rózsa Hajnalka (független)[1]

## Népesség
A település népességének változása:
| Lakosok száma | 3323 | 3311 | 3322 | 3289 | 3270 | 3252 | 3265 |
|               | 2013 | 2014 | 2015 | 2021 | 2022 | 2023 | 2024 |

A 2011-es népszámlálás során a lakosok 89,6%-a magyarnak, 1,6% németnek, 4,4% cigánynak, 0,7% románnak mondta magát (10,3% nem nyilatkozott; a kettős identitások miatt a végösszeg nagyobb lehet 100%-nál). A vallási megoszlás a következő volt: római katolikus 72%, református 1,8%, evangélikus 1,4%, görögkatolikus 0,2%, felekezet nélküli 4% (20,1% nem nyilatkozott).
2022-ben a lakosság 91,7%-a vallotta magát magyarnak, 1,5% cigánynak, 1,1% németnek, 0,2% románnak, 0,2% lengyelnek, 0,1-0,1% horvátnak és szlovénnek, 2% egyéb, nem hazai nemzetiségűnek (8,1% nem nyilatkozott; a kettős identitások miatt a végösszeg nagyobb lehet 100%-nál). Vallásuk szerint 50,7% volt római katolikus, 1,7% református, 1,4% evangélikus, 0,2% görög katolikus, 0,1% ortodox, 2,1% egyéb keresztény, 1,1% egyéb katolikus, 5,1% felekezeten kívüli (37,2% nem válaszolt).

## Nevezetességei
- Az Erdődy-kastély: 15. századi eredetű, többször átalakítva, ma iskola.
- Római katolikus templom: 1726-ban épült, 1848-ban átalakították.
- Agrártörténeti Emlékek Gyűjteménye: a Vépi Mezőgazdasági Szakmunkásképző és Munkástovábbképző Intézet igazgatója a Mezőgazdasági Múzeum helyi baráti körének részére 1975-ben biztosított termet, hogy kiállítássá rendezhessék és bővíteni tudják honismereti gyűjteményüket. 1989 októberében – hosszú előkészítő munka után – a mezőgazdasági emlékházat a széles közönség előtt is megnyitották.[13]

## Sportélete
A Vép Városi Sport Egyesület (Vép VSE) labdarúgóklub  2006–07-ben megnyerte a megyei bajnokságot. 2007–08-ban és 2008–09-ben az NB III-ban szerepelt. Mérkőzéseit a Szent Imre utcai pályán játssza.

## A település az irodalomban
- Vép, illetve a község vasútállomása említésre kerül Szamos Rudolf Kántor nyomoz című bűnügyi regényében: itt ért véget a legendás nyomozókutya életét bemutató kötet egyik, korábban többször kudarcot vallott nyomozása, egy bűnöző (embercsempész) szereplő elfogásával. Ugyan az állomás nem teljes névvel szerepel, csak v.-i vasútállomásként említve, de egyértelműen azonosítható, mivel a regényből kiderül, hogy a nyomozás Vas vármegyei helyszíneken zajlik, a Kántor által üldözött férfi a megyeszékhelyről a fővárosba tartó vonathoz igyekszik, és az elfogás helye a megyeszékhelyi állomást követő első állomás, attól 8 kilométerre.

## Képgaléria

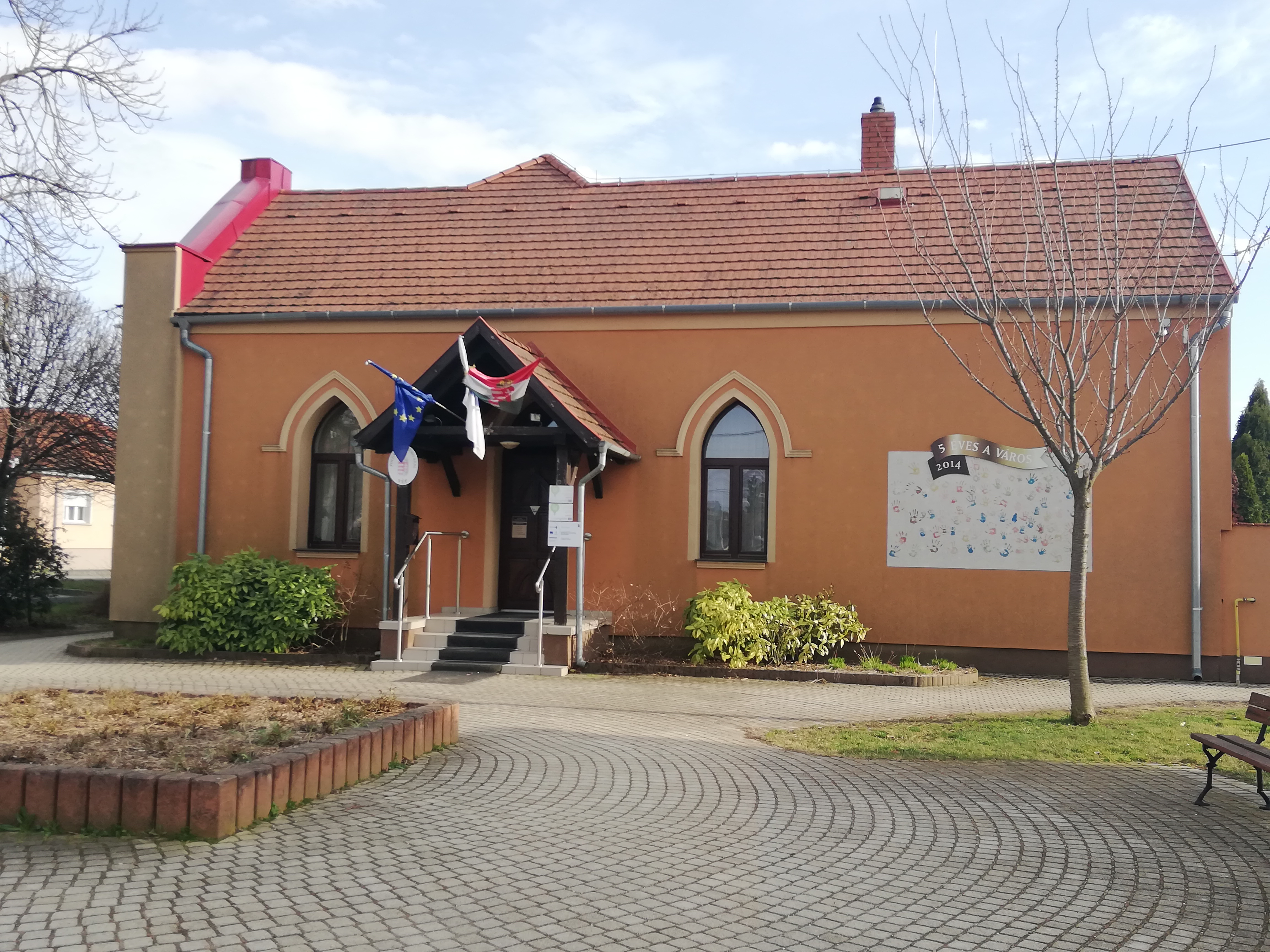
A város polgármesteri hivatalának főtéri homlokzata
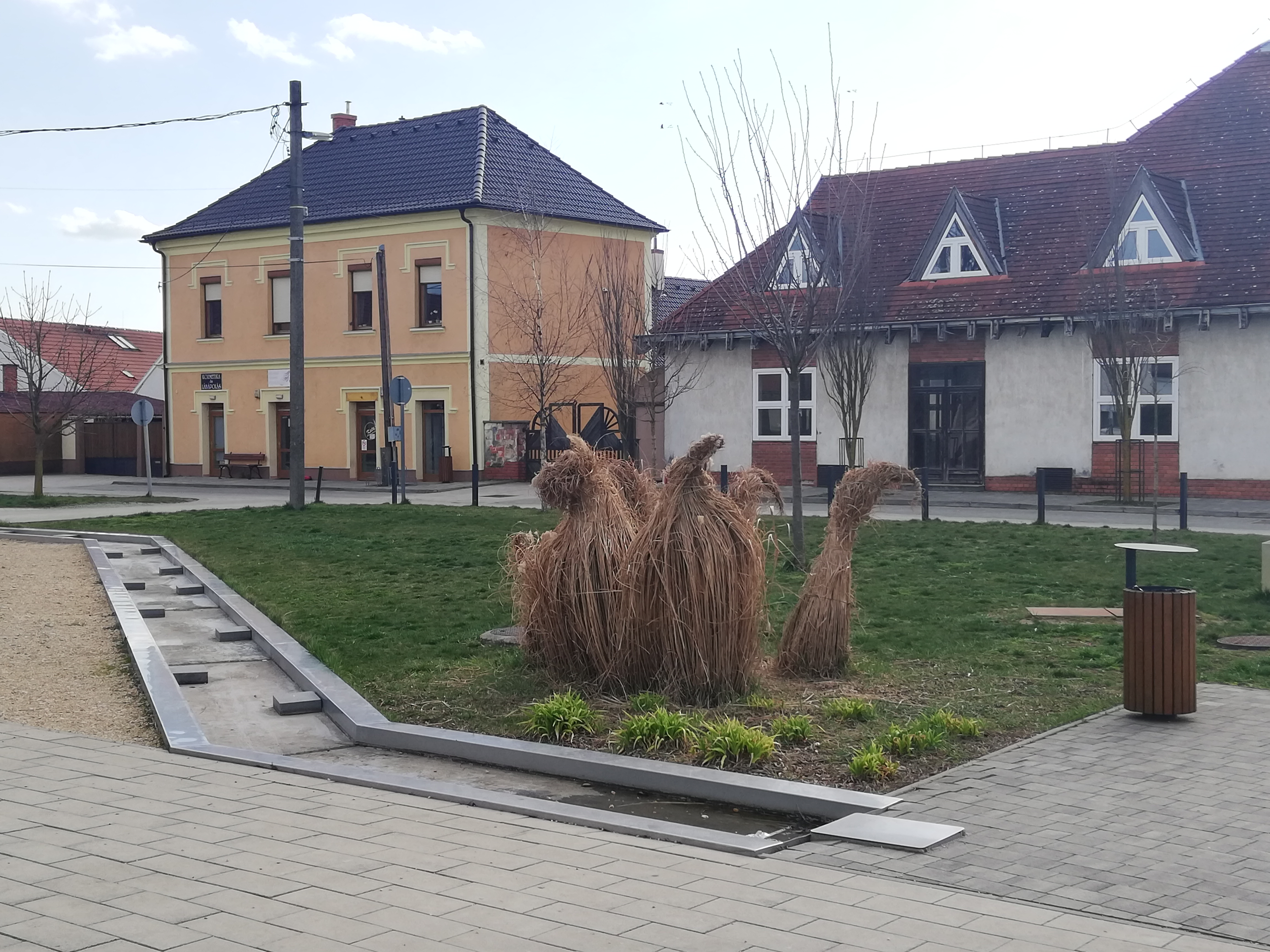
A főtér néhány épülete
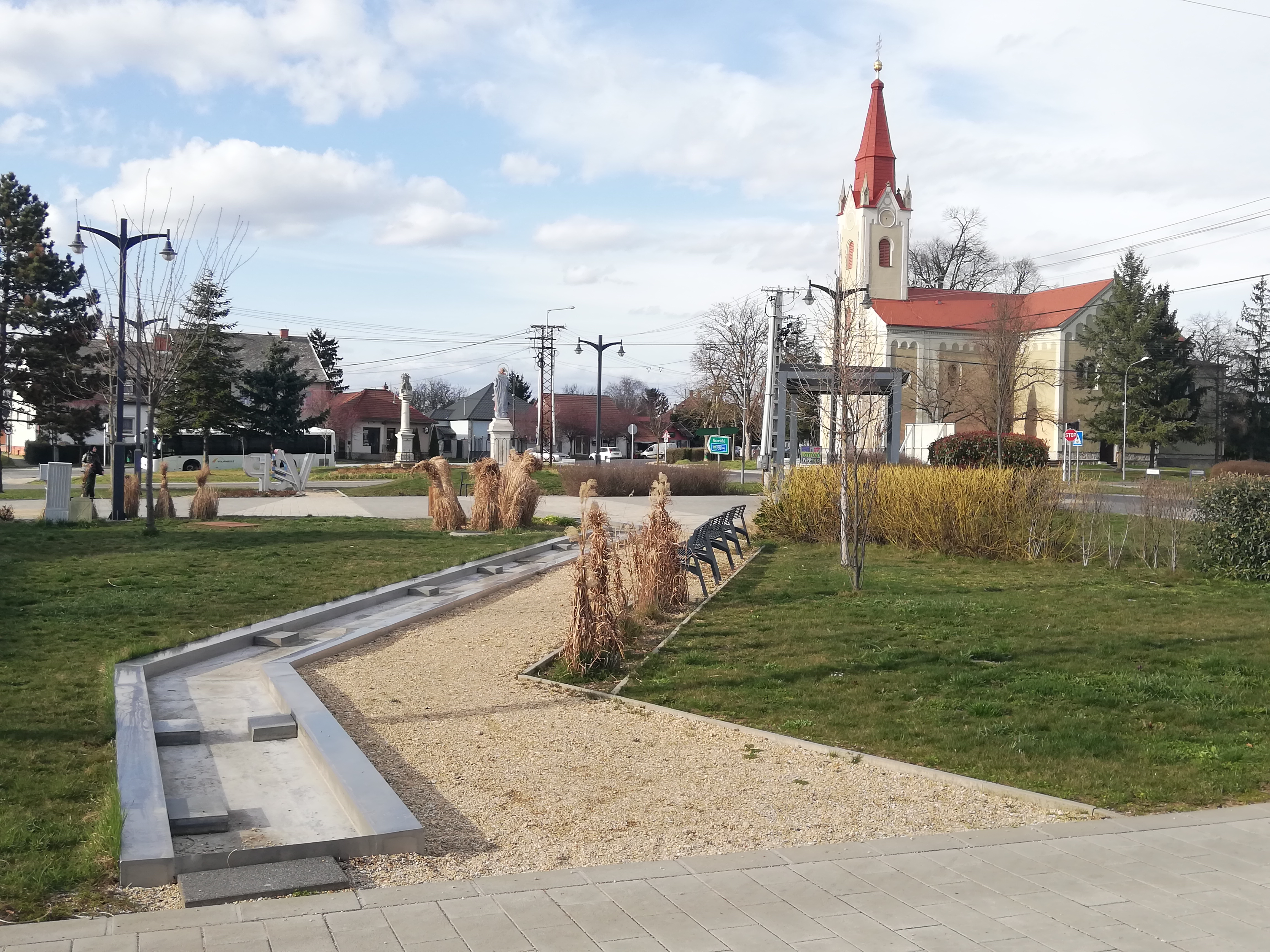
A főtér a templommal
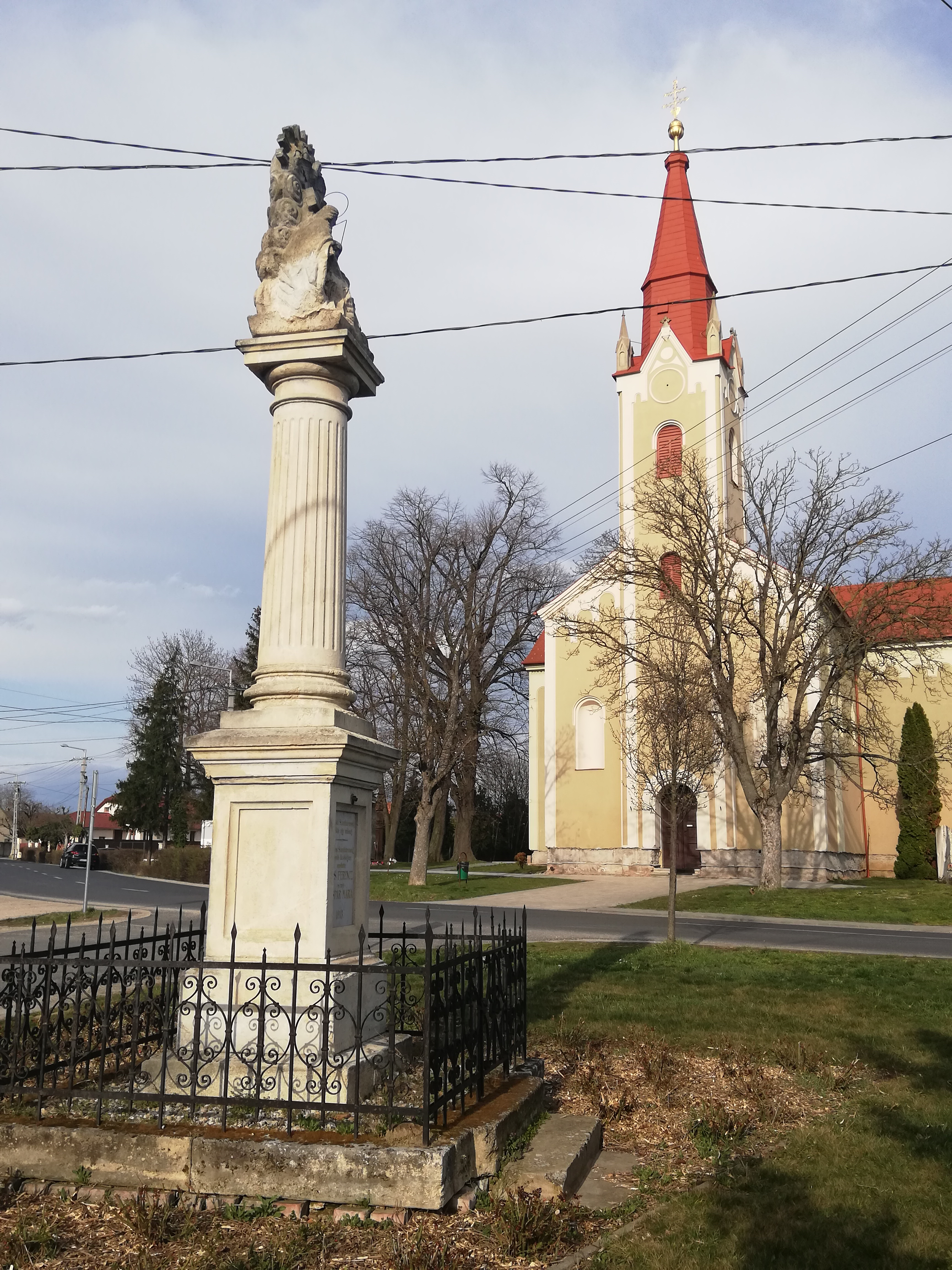
A templom a Szentháromság-szoborral
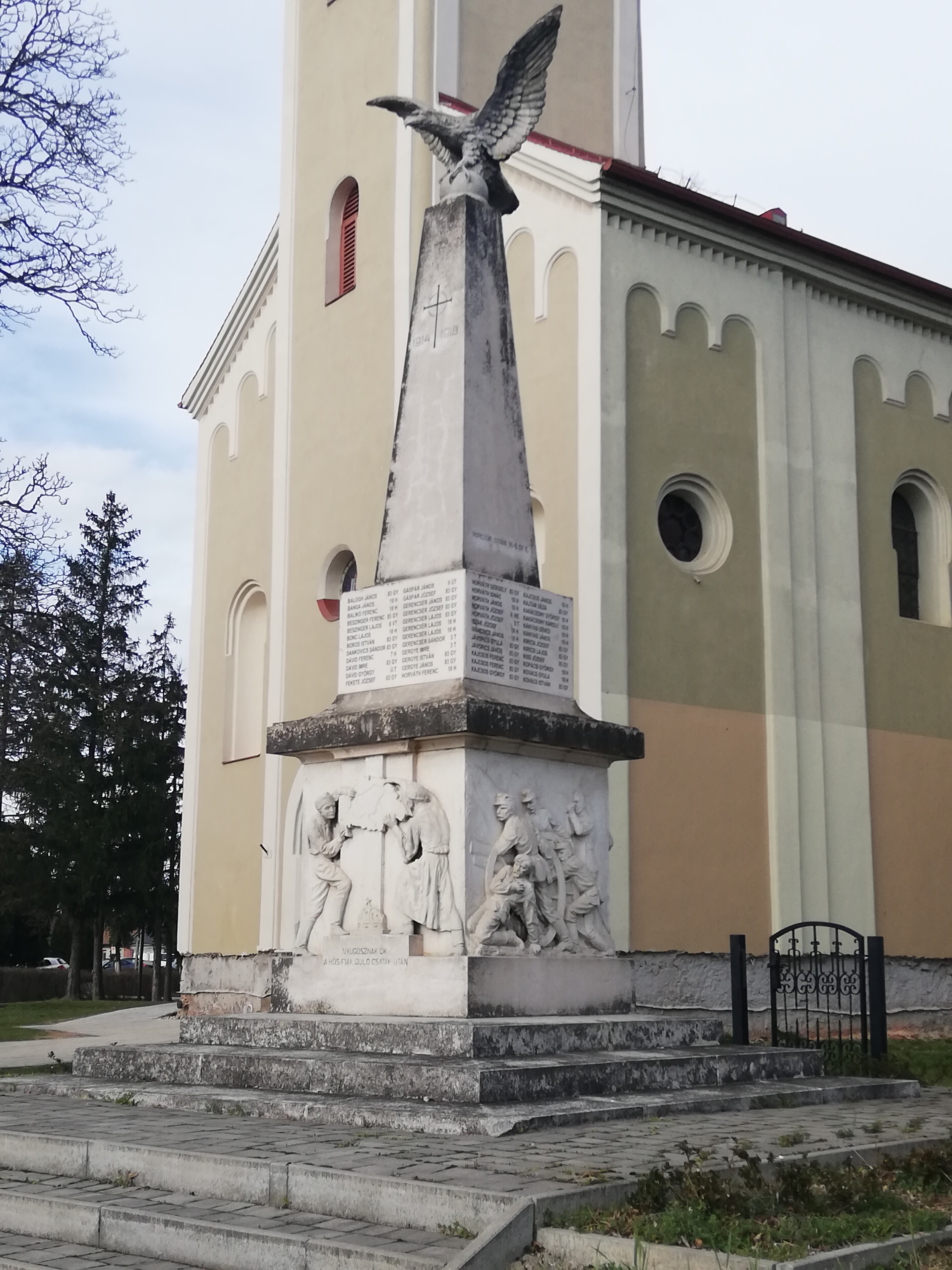
Hősi emlékmű
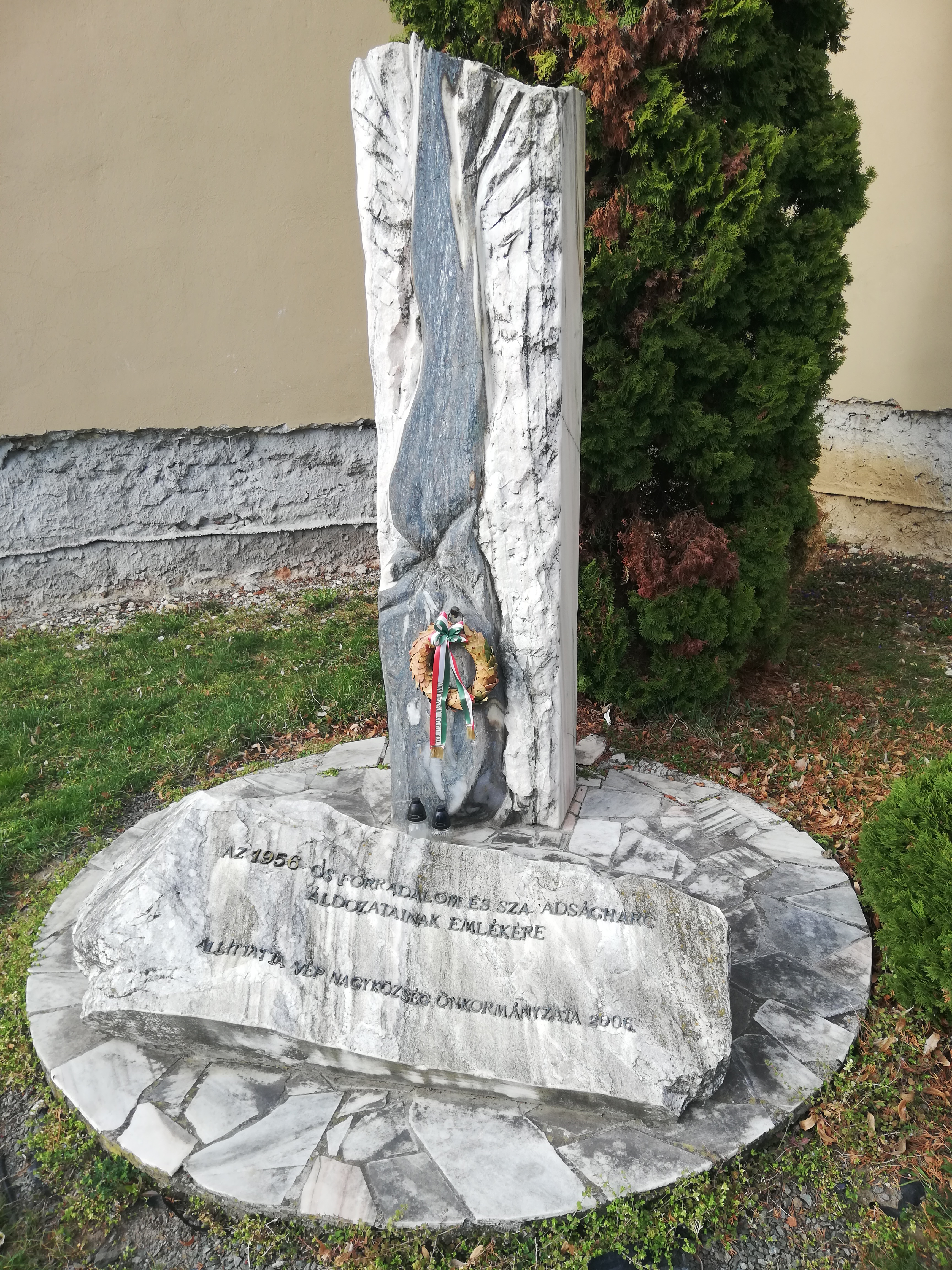
1956-os emlékmű
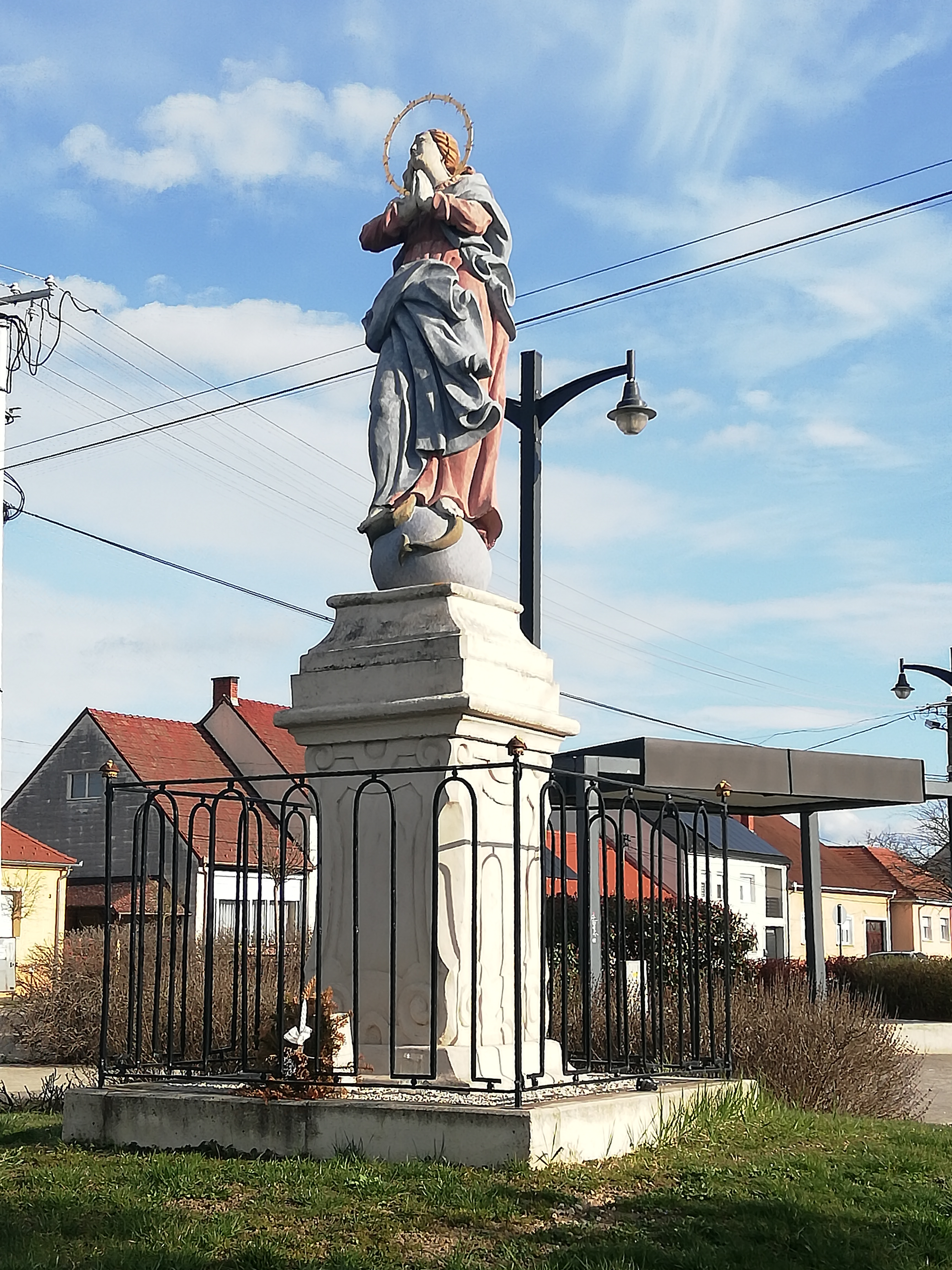
Immaculata-szobor a főtéren
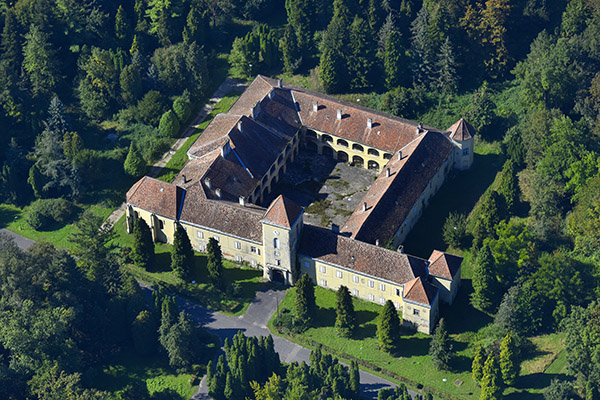
Az Erdődy-kastély (ma HM iskola) légifotója északkelet felől
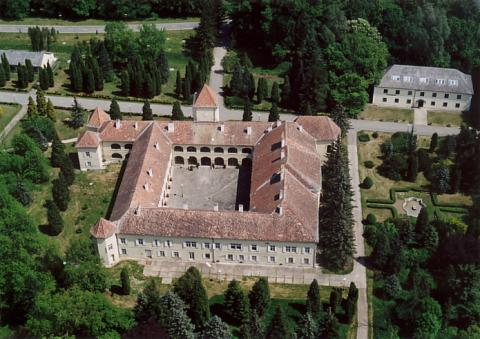
A kastély légifotója nyugat felől
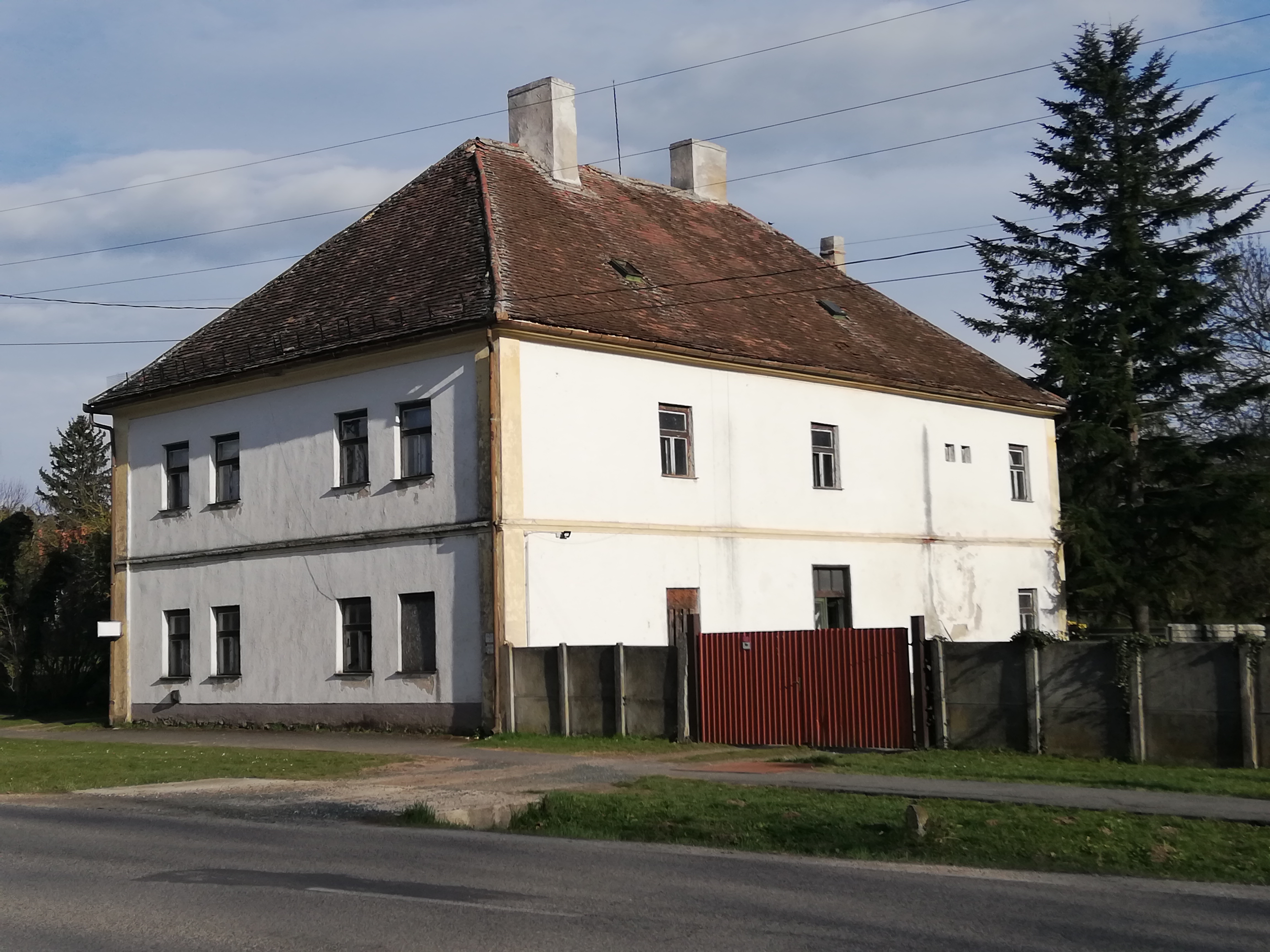
Az Erdődy-kiskastély
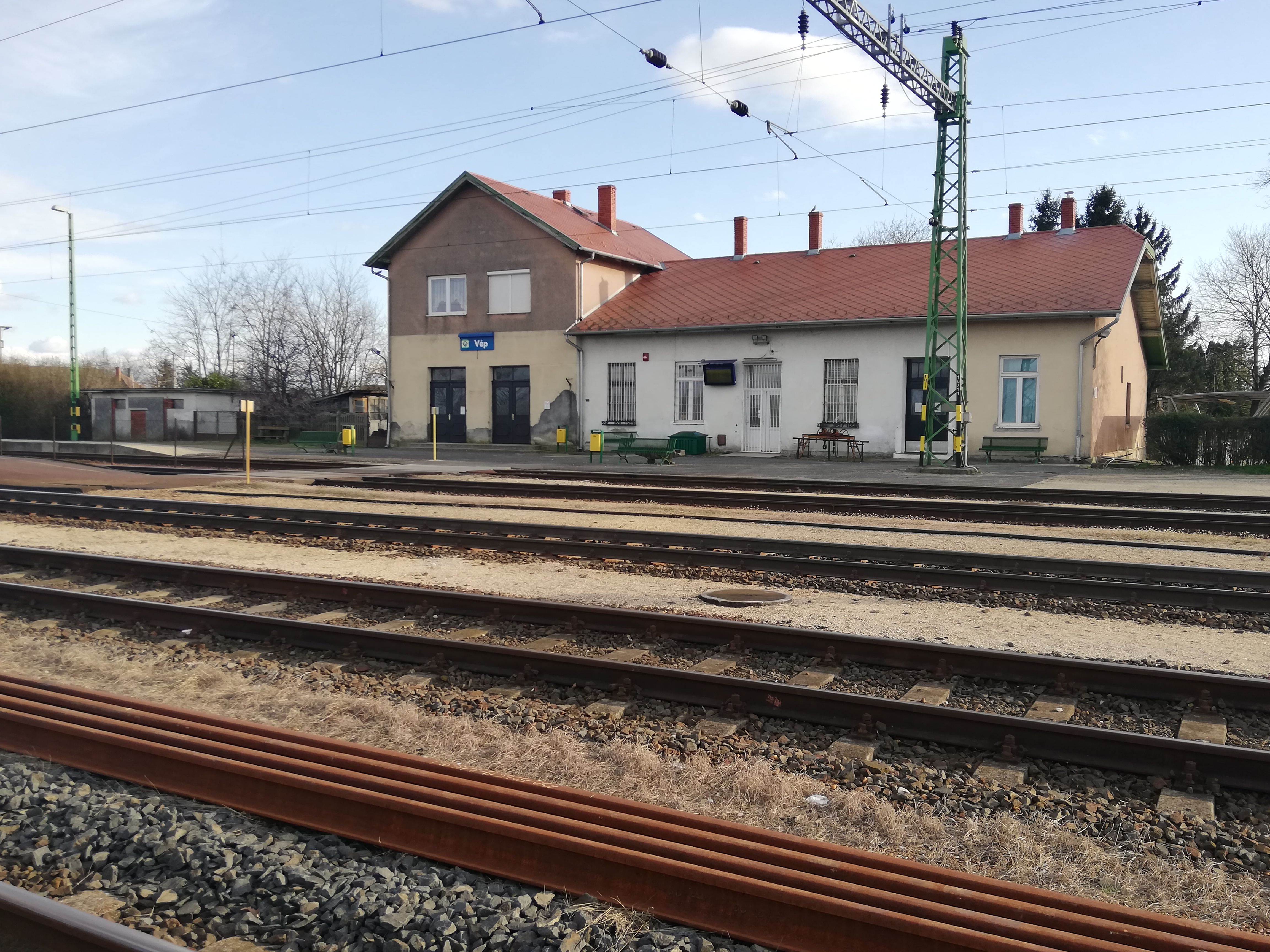
Vép vasútállomása